# Bötzingen
Bötzingen är en kommun och ort i Landkreis Breisgau-Hochschwarzwald i regionen Südlicher Oberrhein i Regierungsbezirk Freiburg i förbundslandet Baden-Württemberg i Tyskland.
Kommunen ingår i kommunalförbundet Kaiserstuhl-Tuniberg tillsammans med kommunermana Eichstetten am Kaiserstuhl och Gottenheim.